# FC Ysyk-Kol
El FC Ysyk-Kol (en kirguís: Ысык-Кол) es un equipo de fútbol de Kirguistán que milita en la Primera División de Kirguistán, la segunda liga de fútbol más importante del país.

## Historia
Fue fundado en el año 2000 en la ciudad de Karakol, en la región de Ysyk-Kol con el nombre FC-95 y cuyo principal objetivo es formar jugadores jóvenes que en algún momento jueguen para Kirguistán. Es el principal equipo de fútbol de la región.
En el 2012, la Federación de Fútbol de Kirguistán tomó el control del club y colocó jugadores nacidos en 1995 en el club, o sea, a la selección nacional sub-17 de ese entonces, lo que actualmente sería la selección sub-20; y para la temporada 2013 cambiaron su nombre por el que usan actualmente. Nunca han ganado títulos en su historia.

## Nombres Anteriores
- 2000/12 - FC-95
- 2013/hoy - FC Ysyk-Kol